# Марция Сервилия
Марция Сервилия Сорана позната като Сервилия (на латински: Marcia Servilia Sorana; Servilia; около 40 – 66) е римлянка, живяла през 1 век.
Дъщеря е на Квинт Марций Барей Соран (суфектконсул 52 г.) и на Сервилия Консидия, дъщеря на историка Сервилий Нониан и Консидия.
Чичо ѝ по бащина линия Квинт Марций Бареа Сура е приятел на бъдещия император Веспасиан. По бащина линия е братовчедка на Марция (майка на Улпия Марциана и бъдещия император Траян) и на Марция Фурнила (втора съпруга на бъдещия император Тит, първият син на Веспасиан). Внучка е на Квинт Марций Барей Соран (суфектконсул 34 г.).
Омъжва се през 37 г. за сенатор Аний Полион. През 65 г. той е изгонен по поръчка на римския император Нерон. През 66 г. тя е осъдена за допитване при магьосници и екзекутирана. Баща ѝ също е осъден и се самоубива.